# Hansmühle
Hansmühle ist ein Gemeindeteil des Marktes Lauterhofen im Landkreis Neumarkt in der Oberpfalz. Es handelt sich um einen Weiler mit drei Häusern.
Kirchlich gehört Hansmühle zur Pfarrei Lauterhofen im Dekanat Habsberg.
Am 1. Juli 1972 wurden Brunn mit Fischermühle, Hadermühle, Hansmühle, Inzenhof, Marbertshofen, Niesaß und Schweibach nach Lauterhofen eingemeindet während Bärnhof, Brünnthal und Mennersberg nach Kastl eingemeindet wurden. Einziges Denkmal ist die Wegkapelle St. Maria. Es handelt sich um einen Satteldachbau aus dem 18. Jahrhundert.